# Podkrzacze (Dąbrówka)
Podkrzacze – część wsi Dąbrówka w Polsce, położona w województwie małopolskim, w powiecie bocheńskim, w gminie Rzezawa.
W latach 1975–1998 Podkrzacze należało administracyjnie do województwa tarnowskiego.